# Kujataa
 Der er for få eller ingen kildehenvisninger i denne artikel, hvilket er et problem. Du kan hjælpe ved at angive troværdige kilder til de påstande, som fremføres i artiklen.

Kujataa er et subarktisk landbrugsområde i Grønland, der er det niende verdensarvsområde i Kongeriget Danmark, og det er det andet verdensarvsted i Grønland.
Ilulissat Isfjord og den tilhørende Jakobshavn Isbræ er Grønlands ældste verdensarvsted. Ilulissat Isfjord blev verdensarv i 2004.

## Oversigt
Kujataa blev kandidat til verdensarv i 2003, og den endelige ansøgning blev sendt af sted den 3. februar 2016. De vestgrønlandske jagtområder længere mod nord blev også kandidat til verdensarv i 2003.
I juli 2017 godkendte UNESCO Kujataa som verdensarv.
Kujataa omfatter de fem områder: Qassiarsuk (Skovfjorden eller Brattahlíð), Igaliku (Gardar), Sissarluttoq, Tasikuluulik (Vatnahverfi) og Qaqortukulooq (Hvalsey), der repræsenterer 1.000 års landbrugskultur i Sydgrønland.
Verdensarvsstedet viser 1.000 års landbrug i Arktis (dvs. Subarktis). Der er tale om et kulturlandskab, som er præget af nordboer og inuiter. Blandt seværdighederne er kirkeruinen ved Hvalsø, bispesædet ved Gardar og Erik den Rødes Brattahlíð.

## Nordisk og grønlandsk landbrug i Sydgrønland
Landbrugs- og kulturlandskabet blev optaget på UNESCOs liste over verdensarvskandidater den 29. januar 2003. Der har været drevet landbrug i Sydgrønland i to adskilte perioder.

## Nordisk landbrug i Østerbygden
Erik den Røde var den første nordbo, der slog sig ned i Grønland. Han grundlagde Østerbygden i 985. Derefter blev der drevet landbrug i bygden frem til engang i 1400-tallet.
Kirkeruinen ved Hvalsø, bispesædet ved Gardar og Erik den Rødes Brattahlíð er kendte levn fra denne periode.

## Grønlandsk landbrug i Sydgrønland
Den norske købmand Anders Olsen (1718-1786) kom til Grønland i 1742. Efter mange års tjeneste hos Almindelige Handelscompagnie tog han sin afsked i 1780. Derefter slog han sig ned i Upernaviarsuk, hvor der ligger en landbrugsskole og en forsøgsgård i dag.
I 1783 flyttede familien Olsen til Igaliku (Nordboernes Gardar). Her skabte Anders Olsen og hans hustru, grønlænderen Tuperna det første 'moderne' landbrug i Grønland. De genbrugte bl.a. nordboernes gamle græsgange og også mange af stenene fra deres bygninger.
I 1924 oprettede Elisabeth og Otto Frederiksen det første moderne fåreholdersted i Qassiarsuk (Erik den Rødes Brattahlíð). I dag er der en del fåreavlere i Sydgrønland.